# 淡叶长喙藓
淡叶长喙藓（学名：Rhynchostegium pallidifolium），又名灰叶长喙藓，为青藓科长喙藓属下的一个种。

## 扩展阅读
- 維基物種上的相關：淡叶长喙藓